# Jesus (Gacktの曲)
『Jesus』（ジーザス）は、2008年11月26日、および2008年12月3日にGacktが発表した楽曲、及び同曲を収録したシングル。通算28枚目のシングルである。

## 概要
- Gacktが2008年にリリースした唯一のシングルで、前作『RETURNER 〜闇の終焉〜』から1年半ぶりのリリースとなる。また、本作より自主レーベルであるDEARSレーベルからの作品発表となる。
- ファンクラブ「Dears」会員を対象に公式サイト上で、「Jesus」のビデオクリップを収録したDVD付限定盤が販売された。

## 収録曲

### CD
1. Jesus (Single MA)
  - 作詞・作曲：Gackt.C/編曲：Gackt.C、Chachamaru

京楽産業.『CRスロぱちんこグラディエーターエボリューション』CMソング。
激しいロックサウンドを前面に押し出した楽曲で、Gacktによれば、2001年にリリースした2枚目のアルバム『Rebirth』の続編として制作されたという。
元々シングル用に書き上げた楽曲ではなく、バンドメンバーとも相談して始めはメロディアスな楽曲を出そうと考えていたそうであるが、それまでとは違った路線の音楽を出したいというGacktの要望の下、メンバー間で敢えて選ばれなかった「Jesus」をシングル化したとのこと。
Gacktのシングル表題曲の中で、ライブツアーで本楽曲を演奏する際、シングルバージョンで演奏されていない楽曲となっている[1]。
また、Gacktのシングルではアルバムに収録されることが、8枚目の「君のためにできること」と並んで多い曲でもある。7枚目のアルバム『RE:BORN』には、アウトロのリテイクが行われたアルバムバージョンが、リミックスアルバム『GACKTracks -ULTRA DJ ReMIX-』には、リミックスバージョンで収録された。なお、シングルバージョンは、本作とサウンドトラック『「SLO-PACHINKO GLADIATOR EVOLUTION」 Original Soundtrack』と企画アルバム『ARE YOU "FRIED CHICKENz"??』とベストアルバム『THE ELEVENTH DAY 〜SINGLE COLLECTION〜』、『BEST OF THE BEST vol.1 -WILD-』の5つに収録されている。
2. Sayonara -ЯRII ver.-
  - 作詞・作曲：Gackt.C／編曲：Gackt.C、Chachamaru

アルバム『Rebirth』に収録されている同曲のアレンジバージョン。
3. Jesus (Single MA) (Instrumental)
4. Sayonara -ЯRII ver.- (Instrumental)

### 初回限定盤 DVD
1. Jesus PV

## 楽曲の収録アルバム
- Rebirth (#2,原曲)
- 「SLO-PACHINKO GLADIATOR EVOLUTION」 Original Soundtrack (#1)
- RE:BORN (#1,アルバムバージョン、#2)
- ARE YOU "FRIED CHICKENz"?? (#1)
- THE ELEVENTH DAY 〜SINGLE COLLECTION〜 (#1)
- BEST OF THE BEST vol.1 -WILD- (#1、#2,原曲のアレンジバージョン)
- GACKTracks -ULTRA DJ ReMIX- (#1,リミックスバージョン)